# Брката сеница
Брката сеница (лат. Panurus biarmicus) птица је станарица из реда птица певачица која живи у тршћацима низијских језера и мочвара.

## Опис
Мала је птица дужине 10-11,5 cm. Тело јој је светлосмеђе боје са две беле линије на мирујућем крилу. Одрасли мужјаци имају сиву главу и велике црне бркове који се сужавају према врату. Младе птице имају црну леђну штрафту и црно оивичен реп. Женке су хомогено светлосмеђе.

## Распрострањење и станиште
Насељава влажна подручја обрасла широким појасом трске. Врло је распрострањена у низијским деловима Европе, централне Азије све до Пацифика, и Мале Азије. Неке од интересантних држава где је налажена током лутања: Алжир, Египат, Израел, Јапан, Либан, Луксенбург, Мароко, Португалија.

## Биологија
Гнезди се полуколонијално, од марта до августа. Оба родитеља граде гнездо на неколико стабљика трске. Гнездо је облика дубоке шоље, спољашњи део је изграђен од лишћа трске и осталих барских биљака, унутрашњост је обложена метлицом трске, перјем, а неретко и животињском длаком. Најчешће полаже 4-8 јаја. Лети се храни биљним вашима, инсектима и њиховим ларвама, а током зиме јој се дигестивни тракт прилагођава биљној исхрани (семење трске).

## Брката сеница у Србији
Након 2000. гнездарица је само у подручјима северно од Саве и Дунава. Распрострањена је на више подручја у Бачкој и Банату, док је у Срему позната само са Обедске баре. Најважније савремено познато станиште бркате сенице у Србији је Лудашко језеро. Овај локалитет врста је населила тек 1976. а пре тога није сматрана гнездарицом. У прошлости је била шире распрострањена и вероватно се гнездила на неколико локација јужно од Саве и Дунава. У периодима сеобе и зимовања повремено је налажена и на воденим стаништима у другим деловима Србије. Популација је стабилна са приметним флуктуацијама и броји 380-540 гнездећих парова.